# Lepidoserica maculifera
Lepidoserica maculifera är en skalbaggsart som beskrevs av Brenske 1894. Lepidoserica maculifera ingår i släktet Lepidoserica och familjen Melolonthidae. Inga underarter finns listade i Catalogue of Life.